# David Reimer
David Reimer (22 de agosto de 1965 – 5 de maio de 2004) foi um cidadão canadense que teve a sua identidade sexual modificada sem consentimento e foi criado como uma menina, depois do seu pênis ter sido acidentalmente destruído durante uma circuncisão. O psicólogo John Money, que supervisionou o caso, relatou que a atribuição de identidade sexual foi um sucesso, como uma evidência de que a identidade de gênero é principalmente aprendida. O sexólogo Milton Diamond relatou que, entre os 9 e 11 anos, Reimer não se identificava como menina e começou a viver como um homem aos 15 anos. Reimer decidiu expor sua história publicamente para desencorajar práticas médicas similares. Aos 38 anos de idade e após intenso sofrimento devido à experiência a que foi submetido, Reimer cometeu suicídio.

## História
David Reimer nasceu do sexo masculino, com um irmão gêmeo idêntico, em Winnipeg, Manitoba. Seu nome de nascimento era Bruce, e seu irmão gêmeo foi chamado Brian. Com a idade de 6 meses, após seus pais se preocuparem com a maneira como ambos urinavam, os meninos foram diagnosticados com fimose. Eles foram encaminhados para a circuncisão com a idade de 8 meses. Em 27 de abril de 1966, um urologista realizou a operação utilizando o método não-convencional de cauterização. O procedimento não saiu como os médicos tinham planejado e o pênis de Bruce foi queimado além do reparo cirúrgico. Os médicos optaram por não operar Brian, cuja fimose logo desapareceu, sem qualquer intervenção cirúrgica.
Os pais, preocupados com as perspectivas futuras de felicidade de seu filho, que desempenharia a função sexual sem um pênis, levaram-no para o Johns Hopkins Hospital, em Baltimore para ver John Money, um psicólogo que estava a desenvolver reputação como um pioneiro no campo do desenvolvimento sexual e identidade de gênero, com base em seu trabalho com pacientes intersexuais. O Dr. Money era um proeminente defensor da "teoria da Neutralidade de Gênero" e de que a "identidade de gênero" era desenvolvida principalmente como resultado da aprendizagem social desde a infância, e poderia ser alterada com as intervenções apropriadas de comportamento.
Os Reimers tinham visto o Dr. Money ser entrevistado no programa de notícias canadense Esta hora tem sete dias, onde ele discutiu suas teorias sobre gênero. Ele e outros médicos que trabalhavam com crianças nascidas com genitália anormal acreditavam que um pênis não podia ser substituído, mas que uma vagina funcional poderia ser construída cirurgicamente, e que seria mais provável que David tivesse uma mais bem sucedida maturação funcional sexual como uma menina do que como um menino.
Esses médicos convenceram os pais de David Reimer de que a cirurgia de mudança de sexo seria o melhor para o garoto, e, com a idade de 22 meses, uma orquidectomia foi realizada para remover seus testículos. Seu sexo foi redefinido, os pais foram instruídos a criar David como uma mulher, e foi-lhe posto o nome de Brenda. O Dr. Money deu apoio psicológico para a cirurgia para a posterior reeducação sexual, e ele continuou a ver Reimer anualmente por cerca de dez anos, para consultas e para avaliar o resultado. Esta mudança foi considerada um caso de teste especialmente válido do conceito de aprendizagem social da identidade de gênero, por duas razões. Primeiro, o irmão gêmeo de Reimer, Brian, serviu de controle ideal, pois os dois não só compartilhavam genes e ambientes familiares, mas tinham compartilhado o ambiente intrauterino também. Segundo, esta tinha a fama de ser a primeira mudança e reconstrução realizada em um bebê do sexo masculino que não tinha anormalidade pré-natal ou pós-natal precoce de diferenciação sexual.
O Dr. Money forçou os gêmeos a ensaiarem atos sexuais envolvendo "movimentos empurrando", com David desempenhando o papel sexual passivo. Quando criança, David Reimer dolorosamente lembrou-se de ter que de "ficar de quatro" com seu irmão, Brian Reimer, "por trás de sua bunda", com "sua virilha contra "suas" nádegas".  Em outra posição sexual, o Dr. Money forçou David a ter suas "pernas abertas" com Brian por cima. O Dr. Money também forçou as crianças a tirarem suas roupas e se envolverem em "inspeções genitais". Em "pelo menos uma ocasião", o Dr. Money tirou uma "fotografia" das duas crianças fazendo essas atividades. A razão do Dr. Money para estes vários tratamentos era a sua crença de que "jogos sexuais infantis" eram "importantes para uma identidade de gênero adulta saudável".
Durante vários anos, o Dr. Money relatou o desenvolvimento de Reimer como o "caso João/Joana", descrevendo-o como um aparentemente bem-sucedido desenvolvimento de gênero feminino, e usando esse caso para apoiar a viabilidade de mudança de sexo e de reconstrução cirúrgica, mesmo em casos de não-intersexuais. O Dr. Money escreveu: "O comportamento da criança é claramente o de uma menininha ativa, muito diferente dos modos masculinos de seu irmão gêmeo." Notas de um ex-aluno do laboratório do Dr. Money relatam que, durante as visitas de acompanhamento do caso, que ocorreram apenas uma vez por ano, os pais de Reimer costumavam mentir ao pessoal do laboratório sobre o sucesso do procedimento. Ficou comprovado, mais tarde, que Brian, o irmão gêmeo de David, sofreu de esquizofrenia.
A experiência de Reimer em suas visitas a Baltimore foi traumática, em vez de terapêutica, e quando o Dr. Money começou a pressionar a família para trazê-lo para uma cirurgia de construção de uma vagina, a família interrompeu as visitas de acompanhamento. Dos 22 meses de vida até seus primeiros anos como adolescente, Reimer urinou por meio de um orifício que cirurgiões fizeram em seu abdômen. Foi-lhe dado estrogênio durante a adolescência, para induzir o desenvolvimento das mamas. Não tendo mais contato com a família, visto que as visitas foram suspensas, o Dr. John Money não publicou mais nada sobre o caso, deixando de sugerir ao público que a mudança não havia sido bem-sucedida.
O relato de Reimer, escrito com o Dr. John Colapinto duas décadas mais tarde, descreveu como — ao contrário do que informou o Dr. Money — quando viveu como Brenda, Reimer não se identificou como uma menina. Ele foi marginalizado e intimidado pelos colegas, e nem vestidos de babados (que ele foi forçado a usar durante invernos gelados em Winnipeg) nem hormônios femininos fizeram-no sentir-se feminino. Com a idade de 13 anos, Reimer estava experimentando depressão suicida, e disse a seus pais que ele iria cometer suicídio se eles o fizessem ver o Dr. John Money novamente. Em 1980, os pais de Reimer disseram-lhe a verdade sobre sua mudança de sexo, seguindo o conselho do endocrinologista e do psiquiatra de Reimer. Aos 14 anos, Reimer decidiu assumir uma “identidade de gênero” masculino, autodenominando-se David. Em 1997, Reimer se submeteu a um tratamento para reverter a mudança, incluindo injeções de testosterona, uma mastectomia dupla e duas operações de faloplastia. Em 22 de setembro de 1990, ele se casou com Jane Fontaine e se tornou o padrasto de seus três filhos.
Seu caso chamou a atenção internacional em 1997, quando ele contou sua história a Milton Diamond, um sexólogo acadêmico que persuadiu Reimer a lhe permitir que apresentasse os resultados do experimento que fizeram com David a fim de dissuadir médicos de tratarem outras crianças da mesma forma. Logo depois, Reimer foi a público com sua história e o Dr. John Colapinto publicou um relato amplamente divulgado e influente na revista Rolling Stone, em Dezembro de 1997. Eles contaram a história em um livro, As Nature Made Him: The Boy Who Was Raised as a Girl.

## Morte
Além de um relacionamento difícil com seus pais durante toda a vida, Reimer teve de lidar com o desemprego e a morte de seu irmão Brian por uma overdose de antidepressivos em 2002. Em 2 de maio de 2004, sua esposa Jane lhe disse que queria a separação. Na manhã de 5 de maio de 2004, Reimer foi a uma mercearia, e cometeu suicídio dando um tiro na própria cabeça. Ele tinha 38 anos.

## Legado Social
O relatório e posterior livro sobre Reimer influenciou várias práticas médicas e reputações, e uma compreensão ainda atual da biologia do gênero. O caso acelerou o declínio da cirurgia de mudança de sexo e de cirurgias para crianças masculinas inequivocamente XY com micropênis, várias outras raras malformações congênitas ou perda do pênis na infância.
Ele apoiou os argumentos daqueles que acham que os hormônios pré-natais e da primeira infância têm uma forte influência na diferenciação cerebral, identidade de gênero e, talvez, o comportamento sexual-dimórfico. A aplicabilidade deste caso para atribuição sexual adequada em casos de condições intersexuais envolvendo grave deficiência de testosterona ou a insensibilidade de seus efeitos é mais incerta. Para algumas pessoas, a incapacidade de prever a identidade de gênero neste caso confirmou o ceticismo sobre a capacidade dos médicos de fazê-lo em geral, ou sobre a crença de usar a cirurgia reconstrutora genital para comprometer uma criança com uma condição intersexual ou defeito genital a um papel de gênero específico antes que a criança tenha idade suficiente para reivindicar uma identidade de gênero.
A Sociedade Intersexual dos Estados Unidos da América, que se opõe a mudança de sexo involuntário, considera a história de David Peter Reimer como uma advertência sobre o porquê de os órgãos genitais de menores não dever ser desnecessariamente e sem consentimento modificado.
O livro do Dr. Colapinto descreveu desagradáveis sessões de terapia infantil, o que implica que o Dr. Money havia ignorado ou escondido a evidência de que o desenvolvimento da transformação de Reimer em uma menina não estava indo bem. Defensores do Dr. Money têm sugerido que algumas das acusações sobre as sessões de terapia podem ter sido o resultado da síndrome de falsa memória e que a família não foi honesta com os pesquisadores.

## Na cultura popular
- O episódio "Boys Will Be Girls" (2000), da 6ª temporada da série Chicago Hope foi baseado na vida de Reimer e no direito da criança de ser criada como menino.[9]
- O episódio "Identidade" (2005), da 6ª temporada da série Law & Order: Special Victims Unit season 6 foi baseado nas vidas de David e Brian Reimer e em seu tratamento pelo Dr. Money.[9]
- Em seu álbum de 2007, Reunion Tour, uma música do The Weakerthans intitulada "Hino da Estranheza Médica" foi inspirada pela história de David Reimer.[10]
- O documentário Horizon, de uma série da TV BBC, baseou dois episódios em sua vida, "O Menino que foi transformado em uma menina" (2000) ("The Boy who was Turned into a Girl") e "Dr. Money e o Menino sem Pénis" (2004) ("Dr. Money and the Boy with No Penis").[1][11][12]
- Um capítulo intitulado Fazendo Justiça a Alguém: Mudança de Sexo e Alegorias da Transexualidade (Doing Justice to Someone: Sex Reassignment and Allegories of Transsexuality) do livro de 2004 Desfazendo gênero, pela filósofa feminista Judith Butler, aborda o caso de David Reimer.
- O oitavo episódio da série de TV Mental, "Casa dos Espelhos" (2009) ("House of Mirrors"), lida com a história de Reimer.[9]
- A novela brasileira chamada Chocolate com Pimenta teve um personagem baseado em sua vida.